# Alagoinhas Atlético Clube
Alagoinhas Atlético Clube, ook bekend als Atlético de Alagoinhas is een Braziliaanse voetbalclub uit Alagoinhas in de deelstaat Bahia. 

## Geschiedenis
De club werd opgericht in 1970 en speelde een jaar later voor het eerst in de hoogste klasse van het Campeonato Baiano. De club was daar, met enkele uitzonderingen een vaste waarde tot een degradatie volgde in 2013. De club slaagde er pas in 2018 in om opnieuw promotie af te dwingen. 
Bij de terugkeer eindigde de club samen met topclub Bahia op de eerste plaats van de reguliere competitie. In de eindronde verloor de club wel meteen, maar mocht het jaar erna zo wel aantreden in de nationale Série D van het jaar erop. De club overleefde de groepsfase, maar verloor dan van Goiânia. De club nam ook deel aan de Copa do Brasil en speelde daar gelijk tegen Botafogo-PB. Echter was de regel in de eerste ronde dat de club met het thuisvoordeel moest winnen om door te gaan van de op papier sterkere tegenstander waardoor de club uitgeschakeld was. 
Na een vicetitel in 2020 mocht de club opnieuw aantreden in de Série D en Copa, maar werd ook nu snel uitgeschakeld. In 2021 won de club de staatstitel na de finale te winnen tegen Bahia de Feira. Deze titel werd in 2022 verlengd tegen Jacuipense in de finale. 

## Erelijst
Campeonato Baiano
2021, 2022